# 베르너 덴
베르너 덴(독일어: Werner Daehn, 1967년 10월 14일~)은 독일의 배우이다.

## 작품 목록

### 영화
- 작전명 발키리 - 에른스트 욘 폰 프라이엔트 소령 역
- 늑대의 아이들 - 군인 역